# Jelena Novaković
Jelena Novaković (ur. 2 sierpnia 1996) – serbska siatkarka, grająca na pozycji atakującej.

## Sukcesy klubowe
Puchar Serbii:
- 2013, 2014

Mistrzostwo Serbii:
- 2013
- 2014

Mistrzostwo Francji:
- 2021
- 2022

Puchar Francji:
- 2021

Superpuchar Francji:
- 2021

## Sukcesy reprezentacyjne
Mistrzostwa Europy Juniorek:
- 2014